# Baselland Transport AG

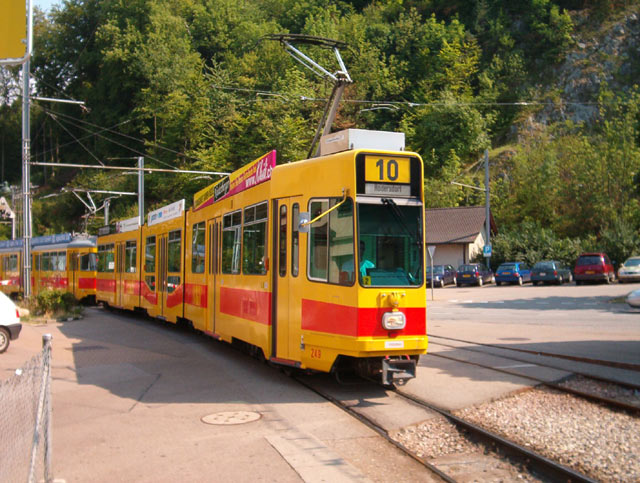
Вагон десятого маршрута базельского трамвая. Этот трамвай ходит из Швейцарии во Францию.

Baselland Transport AG (сокращённо — BLT) — оператор общественного транспорта в Базеле (Швейцария) и его окрестностях, в том числе и заграничных.

## История
BLT была образована в 1974 году в результате объединения четырёх трамвайных и железнодорожных компаний, а именно Birsigtalbahn (BTB), Birseckbahn (BEB), Trambahn Basel-Aesch (TBA), Basellandschaftliche Ueberlandbahn (BueB).

## Сеть маршрутов
BLT обслуживает три маршрута базельского трамвая (№№ 10, 11 и 17, а также укороченный маршрут Е11) и около пятнадцати автобусных маршрутов. Маршрут № 10 уникален, так как он является международным (связывает Базель и город Леймен в Эльзасе). В мире существует всего две международные трамвайные линии (другая — трамвай Saarbahn между Саарбрюккеном в Германии и Саргемином во Франции)
Инфраструктура трамвайного маршрута 14 принадлежит BLT, однако обслуживается он организацией BVB.

## Фирменная раскраска
Транспортные средства BLT окрашиваются в красно-жёлтую цветовую комбинацию.